# Deputati della II legislatura del Regno di Sardegna
Questo elenco riporta i nomi dei deputati della II legislatura del Regno di Sardegna.

## A
- Alessandro Antonelli
- Giacomo Antonini
- Francesco Arese Lucini
- Mathias Arminjon
- Carlo Avondo

## B
- Luigi Baino
- Cesare Balbo
- Giuseppe Barbavara di Gravellona
- Federico Barbier
- Gaetano Bargnani
- Jean-Baptiste Barralis
- François-Marie Bastian
- Giuseppe Elia Benza
- Giovanni Berchet
- Ignazio Berruti
- Bernardino Bertini
- Giovanni Maria Bertini
- Vincenzo Bertolini
- Giovanni Battista Bertrand
- Fruttuoso Biancheri
- Giovanni Bianchetti
- Aurelio Bianchi-Giovini
- Alessandro Bianchi
- Pierre Blanc
- Carlo Bon Compagni di Mombello
- Matteo Bonafous
- Carlo Giuseppe Bonelli
- Alessandro Borella
- Pietro Boschi
- Luigi Botta
- Vincenzo Botta
- Alessandro Bottone di San Giuseppe
- Angelo Brofferio
- Emilio Broglio
- Alessandro Bronzini Zapelloni
- Léon Brunier
- Domenico Buffa
- Benedetto Bunico
- Bonaventura Buttini

## C
- Cesare Cabella
- Carlo Cadorna
- Raffaele Cadorna
- Antonio Cagnardi
- Giuseppe Cambieri
- Pietro Caminale
- Faustino Cannas
- Domenico Capellina
- Giovanni Antonio Carbonazzi
- Siro Andrea Carli
- François Carquet
- Michelangelo Castelli
- Gaspare Cavallini
- Antonio Francesco Caveri
- Lorenzo Ceppi
- Giusto Benigno Cerruti
- Joseph-Agricola Chenal
- Giovanni Chiarle
- Felice Chiò
- Cesare Cobianchi
- Arnoldo Colla
- Pasquale Corbu
- Massimo Cordero di Montezemolo
- Giovanni Battista Cornero
- Giuseppe Cornero
- Camillo Corradi
- Cesare Correnti
- Francesco Cossu
- Pantaléon Costa de Beauregard

## D
- Massimo d'Azeglio
- Giuseppe Dabormida
- Cesare Dalmazzo
- Lodovico Daziani
- Salvator Angelo De Castro
- Luigi De Fanti Freglia
- Domenico de Ferrari
- Vincenzo De Giorgi
- Ambrogio De La Chenal
- Gaetano De Marchi
- Gustave de Martinel
- Pietro De Rossi di Santarosa
- Giovanni Defey
- Luigi della Noce
- Agostino Depretis
- Luigi des Ambrois de Nevache
- Charles-Marie-Joseph Despine
- Giovanni Battista Doria di Dolceacqua
- Giacomo Durando
- Giovanni Durando

## F
- Manfredo Fanti
- Niccolò Ferracciu
- Stefano Fer
- Giovanni Battista Fiorito
- Domenico Fois
- Vittorio Fraschini

## G
- Domenico Galli
- Pietro Giacinto Garassini
- Luigi Genina
- Giuseppe Ginet
- Vincenzo Gioberti
- Pietro Gioja
- Claude-Antoine Girard
- Michele Griffa
- Francesco Guglianetti
- Francesco Guillot

## J
- Antoine Jacquemoud
- Giuseppe Jacquemoud
- Giovanni Battista Josti

## L
- Alfonso La Marmora
- Giovanni Lanza
- Barthélemy Léotardi
- Antonino Lione
- Ambrogio Longoni
- Antioco Loru
- Antonio Losio
- Antoine Louaraz
- Giuseppe Lyons

## M
- Maurizio Macario
- Pietro Maestri
- Luigi Malaspina
- Cristoforo Mameli
- Giorgio Mameli
- Domenico Marco
- Carlo Domenico Mari
- Jean-Laurent Martinet
- Antonio Mathieu
- Achille Mauri
- Massimo Mautino
- Luigi Melegari
- Filippo Mellana
- Luigi Federico Menabrea
- Felice Merlo
- Alessandro Michelini
- Giovanni Battista Michelini
- Cristoforo Moia
- Benoît Mollard
- Pietro Giuseppe Mongellaz
- Giovanni Napoleone Monti
- Luigi Mussi

## N
- Gavino Nino

## O
- Filippo Oldoini

## P
- Pietro Paleocapa
- Giorgio Pallavicino Trivulzio
- Ferdinand Palluel
- Ignazio Pansoia
- Lorenzo Pareto
- Ignazio Adolfo Parodi
- Luigi Parola
- Giuseppe Luigi Passino
- Ilario Filiberto Pateri
- Filippo Giacomo Penco
- Giacomo Pera
- Luigi Pernigotti
- Bartolomeo Pescatore
- Matteo Pescatore
- Pietro Pes
- Camillo Piatti
- Angelo Piazza
- Francesco Piazza
- Pier Dionigi Pinelli
- Gian Domenico Protasi

## Q
- Luigi Zenone Quaglia

## R
- Henri Ract
- Pietro Raggi
- Girolamo Ramorino
- Lorenzo Ranco
- Urbano Rattazzi
- Amedeo Ravina
- Rocco Re
- Costantino Reta
- Giulio Rezasco
- Carlo Riccardi
- Vincenzo Ricci
- Salvatore Riva
- Luigi Rocca
- Norberto Rosa
- Ferdinando Rosellini
- Giovanni Rossetti
- Leopoldo Rossi
- Giovanni Domenico Ruffini
- Michelangelo Rulfi

## S
- Giacinto Salvi
- Giovanni Antonio Sanguineti
- Gavino Scano
- Carlo Felice Scapini
- Antonio Scofferi
- Modesto Scoffier
- Francesco Serra Boyl
- Francesco Simonetta
- Riccardo Sineo
- Giuseppe Siotto Pintor
- Carlo Sola
- Cesare Spalla
- Antioco Spano
- Giovanni Battista Spano
- Giovanni Battista Spinola
- Giovanni Maria Sussarello

## T
- Sebastiano Tecchio
- Pasquale Tola
- Aurelio Turcotti
- Giovanni Battista Tuveri

## V
- Gioacchino Valerio
- Lorenzo Valerio
- Angelo Valvassori
- Cesare Villavecchia
- Paolo Viora

## Z
- Maurizio Antonio Zumaglini